# Système défensif de l'Empire romain

Limites et frontières de l'empire romain lors de sa plus grande extension.

Au cours des cinq siècles que dura approximativement l'Empire romain de 27 av. J.-C. jusqu'en 476 (la chute de Rome), les empereurs romains appliquèrent plusieurs systèmes défensifs pour empêcher l'invasion de leur Empire.
La supériorité de l'Empire romain sur ses voisins, n'est pas due entièrement à la supériorité tactique de ses généraux ou à de meilleurs armements (ce qu'il ne faut cependant pas négliger). Cette supériorité de l'Empire romain, pourtant si vaste, est due à un ensemble d'idées et de traditions qui permettaient une organisation militaire efficace et une puissance armée importante. De plus, les empereurs romains bénéficiaient d'un apport d'argent important, allié à une diplomatie efficace, et en dernier recours l'utilisation de la force armée de l'Empire : les légions romaines.

## Le système julio-claudien (d'Auguste à Néron): entre États-clients et armées mobiles

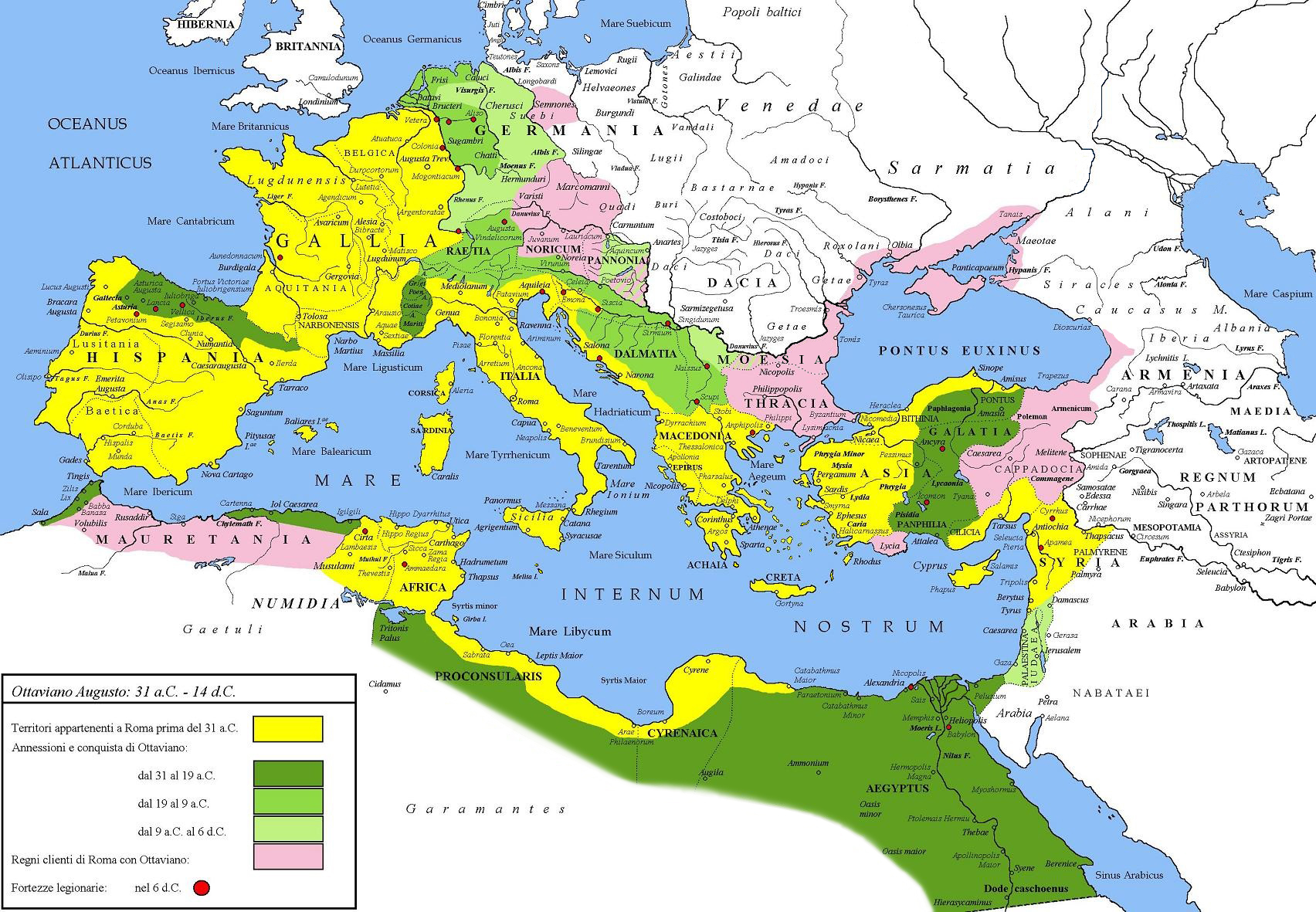
Les conquêtes du principat d'Auguste, parmi lesquelles la Rhétie et la Vindélicie.

Sous Auguste, l'armée romaine chercha à consolider ou à arrondir les frontières de l'Empire romain, dont les conquêtes sous les deux derniers siècles de la République romaine avaient été très importantes, mais aussi, très dispersées.
1. L'Hispanie fut entièrement occupée dès 25 av. J.-C. et trois provinces furent organisées (Bétique, Lusitanie et Tarraconaise). La dernière révolte ne fut d'ailleurs étouffée qu'en 19 av. J.-C.
2. L'intérieur de la Gaule (conquis par Jules César) fut divisé en trois provinces : Aquitaine, Lyonnaise et Belgique.
3. La conquête de la Germanie fut annulée à la suite du désastre de l'armée de Varus en 9, à la bataille de Teutobourg.
4. La région des Alpes allant jusqu'au Danube fut soumise en 15 av. J.-C.
5. L'annexion du royaume client de Galatie en 25 av. J.-C.

### Aperçu du système
Le trait le plus important du système julio-claudien est l'économie des forces. En effet, à la mort d'Auguste en 14, l'Empire romain comprenait les pays riverains tout le bassin méditerranéen, la péninsule Ibérique, l'Europe continentale jusqu'au Danube, l'Anatolie et le royaume du Bosphore sur la rive nord de la mer Noire (dans une certaine mesure). Pour cet énorme empire, on peut estimer le nombre à peu près exact de légionnaires à partir du nombre de légionnaires de chaque légion. En fait, chaque légion était composée d'environ 6 000 hommes, comprenant 5 120 ou 5 280 fantassins, un contingent de 120 cavaliers, ainsi que divers services d'état-major. Donc d'après ces chiffres, et d'après le nombre de légion que nous connaissons à différentes dates, on peut estimer le nombre de soldats romains à environ 168 000 hommes jusqu'en 9, 150 000 hommes en 37 et 174 000 hommes en 70.
En plus des légions d'infanterie lourde, qui depuis la réforme de Marius étaient composés uniquement de citoyens romains volontaires pour un service sur une longue période, on note la présence d'un nombre important d’auxilia, c'est-à-dire des auxiliaires. Les auxiliaires étaient des soldats qui n'étaient pas citoyens romains, et ces auxiliaires étaient les forces complémentaires des légions. Elles étaient organisés en « ailes » de cavalerie (en latin alae), ou en cohortes d'infanterie légère, ou bien encore en unités mixtes cavalerie/infanterie (en latin cohortes equitatae). Aujourd'hui, aucun document ne nous apporte de précision satisfaisante du nombre d’auxilia dans l'Empire romain. Seul un texte de Tacite, nous permet de savoir qu'en 23 le nombre d’auxilia était équivalent à celui du nombre des légionnaires romains. On peut donc généraliser cette information que pendant toute la période julio-claudienne, le nombre d’auxilia a été très proche de celui des légionnaires romains.

### Les États-clients
En 14, quand Tibère accéda au Principat à la mort d'Auguste, une partie importante du territoire de l'empire était constitué d'États-clients, lesquels étaient définitivement de l'Empire, même si, peut-être, ils n'étaient pas pleinement dans l'Empire. En Occident, la sauvage Maurétanie était gouvernée par Juba II, une créature de Rome mise sur le trône en 25 av. J.-C. En Orient, la Judée était devenue une province, mais les territoires de l'ancien royaume d'Hérode, les tétrarchies de Philippe et d'Antipas, restaient autonomes. En Syrie, le petit royaume d'Émèse et la tétrarchie d'Abilène étaient, par comparaison, des entités bien définies dans une zone qui comprenait une masse confuse de petites cités et de tribus clientes.
Ces États-clients organisés, faisant partie d'un empire encore partiellement hégémonique, n'épuisaient pas complètement toutes les possibilités du système de la clientèle. La diplomatie romaine, particulièrement sous le Principat de Tibère, organisa également une « frontière invisible » de relations de clientèle avec les peuples d'au-delà du Rhin et du Danube. Ces clients dont le niveau de civilisation était faible, n'étaient pas aussi coopératifs que ceux d'Anatolie qui bénéficiaient d'une civilisation matérielle plus poussée et de l'influence de l'hellénisme. En fait, les relations diplomatiques étaient moins stables, en partie parce que la puissance de ceux qui étaient en rapport avec Rome était elle-même moins stable ; de plus, ces clients, qui étaient des peuples en mouvement sinon nomades, avaient un ultime recours que n'avaient jamais eu les États-clients sédentaires de l'Orient : la migration hors de portée de la puissance romaine.
Le caractère conventionnel des royaumes clients comme « États tampons » ne montre pas suffisamment leur rôle complexe dans le système impérial de sécurité. L'Arménie seule était un vrai État tampon, en tant qu'espace géographie neutre entre deux puissances, Rome et les Parthes ; cet arrangement leur servait à éviter un conflit aussi longtemps qu'elles le désiraient.
En partie à cause de la nature même des menaces auxquelles Rome était confrontée, l'apport des États-clients au système de sécurité en général dépassait de beaucoup leur effort militaire réel, car leur contribution n'était pas simplement un appoint, mais un complément à la puissance militaire romaine. Des États-clients efficaces pouvaient pourvoir à leur propre sécurité interne ainsi qu'à la défense de leurs propres frontières contre des attaques mineures, libérant ainsi l'Empire de cette responsabilité.
Aucune légion ne fut envoyée en Judée tant que le régime d'Hérode persista. Au contraire, après Hérode, cette province turbulente exigea la présence d'au moins une légion (X Fretensis) et quelquefois plus d'une : trois de 67 à 70, date à laquelle la révolte juive fut définitivement matée (V Macédonia, X Fretensis, XV Apollinaris) ; la X Fretensis resta seule ensuite. Deux légions furent envoyées dès le début de la révolte de Bar Kokhba en 132, et par la suite les deux mêmes (VI Ferrata, X Fretensis).

### Organisation de la clientèle
L'importance des États et tribus clients dans le système de la sécurité impériale allait de soi pour la politique romaine. Dans l'aperçu que donne Tacite de la distribution des forces impériales, l'auteur place les royaumes clients de Maurétanie et de Thrace, et, dans le Caucase, les rois d'Ibérie, d'Albanie et autres dans l'énumération des légions, considérant naturellement les clients comme équivalent à des forces militaires romaines. Dans un passage de ses Annales, Tacite distingue nettement la hiérarchie de statut des clients : il décrit la Maurétanie comme « un don du peuple romain » à Juba II, tandis qu'il considère les clients du Caucase plus ou moins comme des protégés, « pour qui notre grandeur était une protection contre n'importe quelle puissance étrangère ». La Thrace, qui n'était pas une création romaine puisque gouvernée par des clients indigènes assujettis est simplement qualifiée de « tenue » par les Romains.
Le rôle des clients n'était pas simplement de s'ajouter à la puissance romaine mais de la compléter ; c'est ce que les observateurs contemporains comme Tacite n'ont qu'imparfaitement compris. Cette complémentarité était un point capital dans le maintien de l'économie des forces militaires de Rome.
Les États-clients et les tribus clientes, essentiellement dynamiques et instables, exigeaient l'action permanente d'une diplomatie particulière : l'autorité de Rome et son contrôle devaient s'exercer sans relâche. En Orient, les souverains qui agissaient en tant que clients étaient suffisamment conscients de leur propre faiblesse (et aussi de la certitude d'une récompense de la part de Rome) pour rester strictement loyaux. Malgré cela, des rivalités internes dans les dynasties et des conflits de famille dans leurs rapports entre elles pouvaient menacer la stabilité du système. Ainsi les difficultés d'Hérode avec ses enfants (ou sa folie sénile) dérangèrent l'équilibre interne de cet État-client important pour Rome. Ces événements eurent des répercussions désastreuses jusqu'en Cappadoce, puisque Glaphyra, fille d'Archélaos, souveraine de ce pays était l'épouse d'Alexandre, assassiné par son père Hérode.
Les clients loyaux et efficaces recevaient personnellement des récompenses honorifiques comme la citoyenneté romaine, récompenses devenues exceptionnelles du temps d'Auguste qui avait une politique très restrictive à cet égard ; cependant, ni honneur ni titre ne pouvaient conférer une authentique égalité dans un monde où personne ne pouvait égaler la puissance romaine. On octroyait aussi des récompenses plus concrètes, essentiellement des territoires. Ce modèle des clients qu'était Polémon Ier, roi du Pont, reçut d'Antoine la petite Arménie et, quand Auguste la détacha du Pont, Polémon Ier reçut en compensation l'important royaume du Bosphore (d'ailleurs jugé ingouvernable par la suite). De même, Hérode, un client vraisemblablement très efficace, reçut en 24 av. J.-C. ou 23 av. J.-C., du temps qu'il était encore dans les bonnes grâces d'Auguste, une portion du plateau de l'Iturée (aujourd'hui le Golan-Hauran), retirée à un autre client, Zénodorus, qui n'avait pas pu protéger ses sujets d'un raid de nomades.
Les relations avec les tribus clientes et les royaumes barbares d'Europe continentale était d'un autre ordre. En premier lieu, ces peuples étaient toujours en instance de migration, pour ne pas dire purement nomades. Ils pouvaient s'échapper loin dans l'intérieur, comme Marbode le fit quand il conduisit des Marcomans en Bohême pour échapper à la pression militaire romaine sur le Rhin supérieur. Ce choix avait ses inconvénients : l'abandon de bonnes terres dans la perspective aléatoire d'en trouver d'autres probablement de moins bon apport et aussi peut être la perte de contacts commerciaux intéressants avec les marchands romains. Les populations qui se déplaçaient pour échapper à la puissance de Rome pouvaient toujours espérer rester à l'intérieur de sa sphère commerciale dont la portée était beaucoup plus grande ; en revanche, elles ne pouvaient plus jouer le rôle d'intermédiaire.
Les États-clients exigeaient une attention soutenue de l'administration ; il fallait remplacer les souverains incapables (comme cela fut le cas d'Euryclès de Sparte) et choisir des successeurs à ceux qui disparaissaient. Mais la méthode de gouvernement indirect restait en vigueur. S'il y eut d'autres annexions (la Judée), une fois de plus en 44, la Thrace en 46, et sous Néron, le Pont en 64, il y eut aussi des rétrocessions, comme celles qui peu à peu agrandirent les territoires de Caius Julius Agrippa II, homonyme et successeur de son père, mais plus estimable. On possède des preuves qui montrent que Claude désigna réellement un agent diplomatique particulier chargé de l'administration in situ de la clientèle. Faute d'un ministère des Affaires étrangères organisé, cette tâche entraîna une surcharge excessive des services impériaux ; mais c'était une charge que les empereurs julio-claudiens étaient manifestement prêts à accepter, avec toutes les ambiguïtés et les complexités du système de la clientèle. La personnalité des souverains clients était un facteur qui comptait pour beaucoup. Des hommes comme Polémon Ier du Pont et Caius Julius Agrippa II (qui resta au pouvoir jusqu'en 93) étaient manifestement des spécialistes sur lesquels on pouvait compter et qui étaient efficaces dans les techniques du gouvernement indirect.
Dans les pays moins avancés d'Occident, la réalité d'un pouvoir impérial ne se cachait pas derrière l'écran d'une fausse indépendance. Un chef breton dont le nom est cité par Tacite, Cogidubnus, se désignait par la formule « roi et légat de l'empereur en Bretagne » (« rex et legatus Augusti in Britannia ») selon un texte épigraphique restitué. Cottius, fils de Donnus, se trouvait dans la même situation, il était préfet des Alpes cottiennes pour les Romains et roi pour ses compatriotes. On a proposé de voir dans ce double statut une intervention de Claude ; s'il en est ainsi, cela confirmerait l'idée que Claude ou ceux qui faisaient sa politique comprenait parfaitement les avantages du gouvernement indirect.

### Organisation tactique de l'armée
Les légions du IIe siècle av. J.-C. décrites par Polybe étaient des formations combinées et équilibrées : en plus de l'infanterie lourde, elles comprenaient un important contingent de cavalerie, ainsi qu'une part non négligeable d'infanterie légère. Avec la réforme de Marius, un déséquilibre apparu. Les vélites furent supprimés et il semble que le contingent de cavalerie disparut graduellement : il n'est pas fait mention de cavalerie légionnaire intégrée dans les campagnes de Jules César, puis ce sont les triarii qui disparurent. Les légions de l'époque du Principat étaient essentiellement semblables dans leur composition, à l'exception d'un petit contingent de cavalerie de 120 cavaliers qui fut vraisemblablement rétabli. Cela indiquait que les légions devenaient des forces caractérisées dans l'infanterie lourde.
Dans les meilleures conditions, cette composition déséquilibrée donnait à la légion, élément le plus fiable de l'armée romaine, le plus haut degré d'efficacité tactique. Mais, les « meilleures conditions » étaient celles d'un engagement violent : c'est-à-dire le corps à corps pour tenir un secteur attaqué, ou pour conquérir le terrain occupé par des troupes ennemies concentrées, même s'il s'agissait de garnisons défendant des fortifications. De plus, l'infanterie légionnaire, qui se déplace relativement lentement, était mal adaptée à la guérilla (ou aussi à la contre-guérilla), et, en généralisant, à toute action rapide contre des forces insaisissables comme les cavaliers de l'Asie occidentale, et centrale.
Étant donné le niveau de spécialisation des forces légionnaires et leur limite tactique, il est clair que les auxilia n'étaient pas simplement des forces d'appoint, mais des forces complémentaires des légions. Grâce aux auxilia, les Romains pouvaient éviter une dispersion de leurs citoyens dans des formations pour lesquelles ils étaient sans expérience comme la cavalerie et les formations utilisant les armes de jet (archers et frondeurs).
Le défaut le plus évident des armées romaines réside dans l'insuffisance de la cavalerie. Déjà très tôt, en 202 av. J.-C., les Romains avaient tablé sur l'aide de la cavalerie de mercenaires numides pour lutter contre celle d'Hannibal ; bien qu'une cavalerie romaine composée de citoyens existât en fait (comme d'ailleurs la cavalerie de socii italiens jusqu'à la Guerre Sociale, le principe logique de faire appel aux cavaliers non-citoyens fut maintenu.

### Le déploiement stratégique des forces
Jusqu'à l'avènement de Domitien (et qu'il en interdise la pratique), la tendance vers la création de grandes unités dans la composition de l'armée romaine, autour de légions d'environ 6 000 hommes, s'accentua encore plus par le déploiement des forces dans des camps qui abritaient plusieurs légions : Mogontiacum (Mayence), Vetera (Xanten) et Oppida Ubiorum (Cologne) sur la frontière du Rhin (limes du Rhin).
En 6, sur un total de vingt-huit légions, quatre étaient dans la péninsule Ibérique, cinq sur le Rhin ou au-delà, deux en Rhétie, cinq en Illyricum, trois en Mésie et neuf dans l'ensemble de l'Afrique du Nord, de l'Égypte et de la Syrie. Si l'on regarde le comportement inégal des États-clients en Orient et en Occident, ceci a une incidence sur l'ordre militaire. En Orient, où les États-clients étaient très évolués (et où les accords au sujet de l'Arménie en 20 avaient laissé une large zone tampon entre Rome et les Parthes), la sécurité de Rome était assurée par quelques légions mal entraînées, puissamment secondées par la docilité des clients qui n'ignoraient pas la présence d'autres forces beaucoup plus puissantes ailleurs. En revanche, en Occident, la sécurité quotidienne de la périphérie de l'empire ne pouvait être assurée que par la présence directe et visible des légions.
La disposition géographie de l'empire — une zone circulaire autour de la Méditerranée — a privé les Romains de l'avantage habituel que possède la défense, des voies de communication intérieure plus courtes, sauf quand le transport par mer est possible. Si les forces romaines n'étaient pas prévenues de l'imminence d'une attaque, elles ne pouvaient se déplacer qu'à la vitesse de 5 km/h vers un adversaire dont l'offensive était déjà en cours. Ce système apporte aussi d'autres risques : comme la possibilité de menaces graves (même si non coordonnées) apparaissent simultanément en différents points du périmètre, ou la révolte de populations insuffisamment soumises, ou bien encore la défection de voisins pas assez fidèles à l'alliance avec Rome.